# مقاطعة غشساران
مقاطعة غشساران (بالفارسية: شهرستان گچساران) هي مقاطعة في محافظة كهكيلويه وبوير أحمد في إيران بين شيراز والأهواز. عاصمة المقاطعة هي دوغنبدان. في تعداد عام 2006م، سكان المقاطعة (بما في ذلك الأجزاء التي انشقت لتشكل مقاطعة باشت) 131,628 نسمة في 28,551 عائلة، باستثناء تلك الأجزاء كان عدد السكان 109,458 نسمة في 24,242 عائلة.

## معرض صور

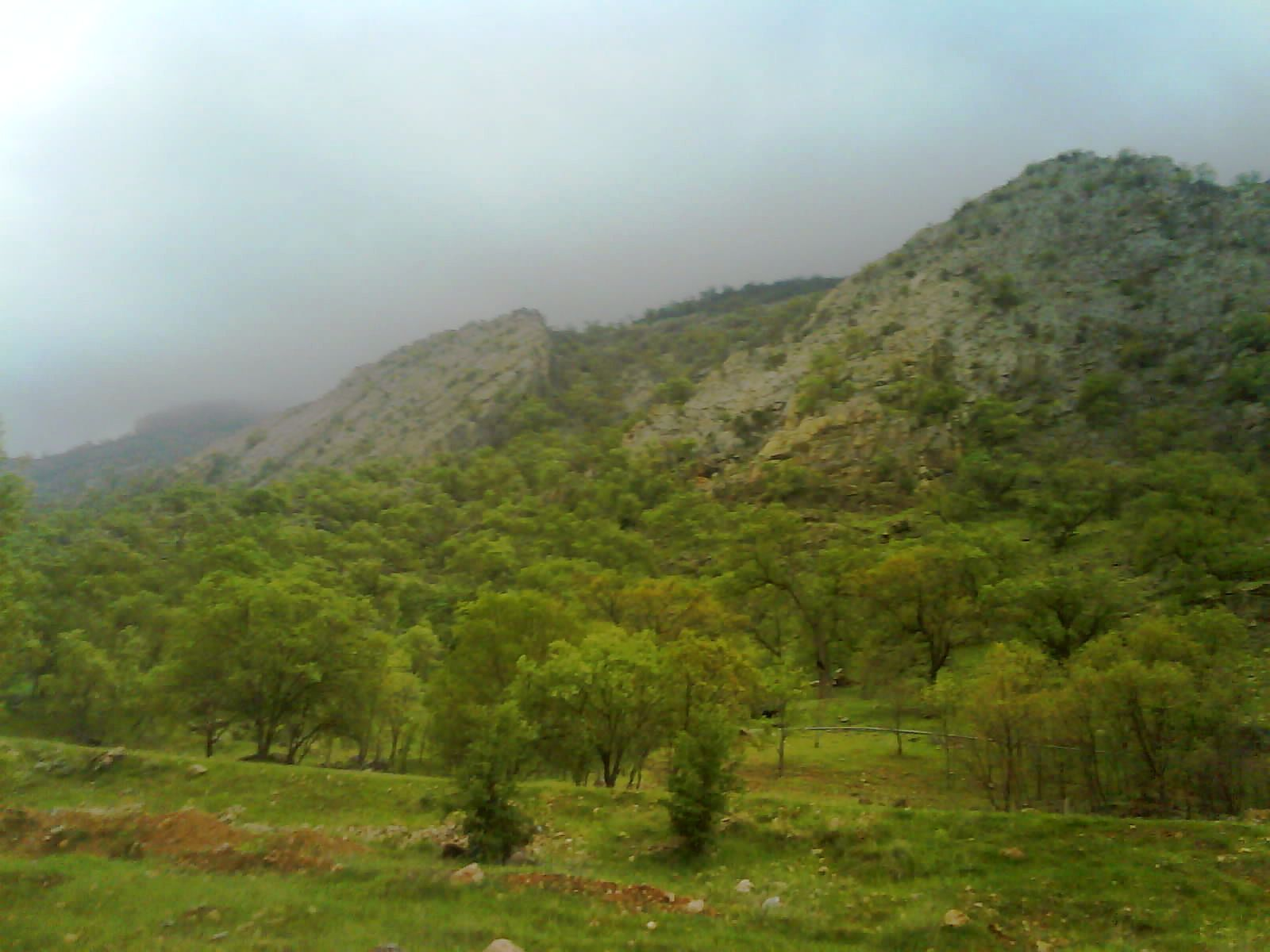
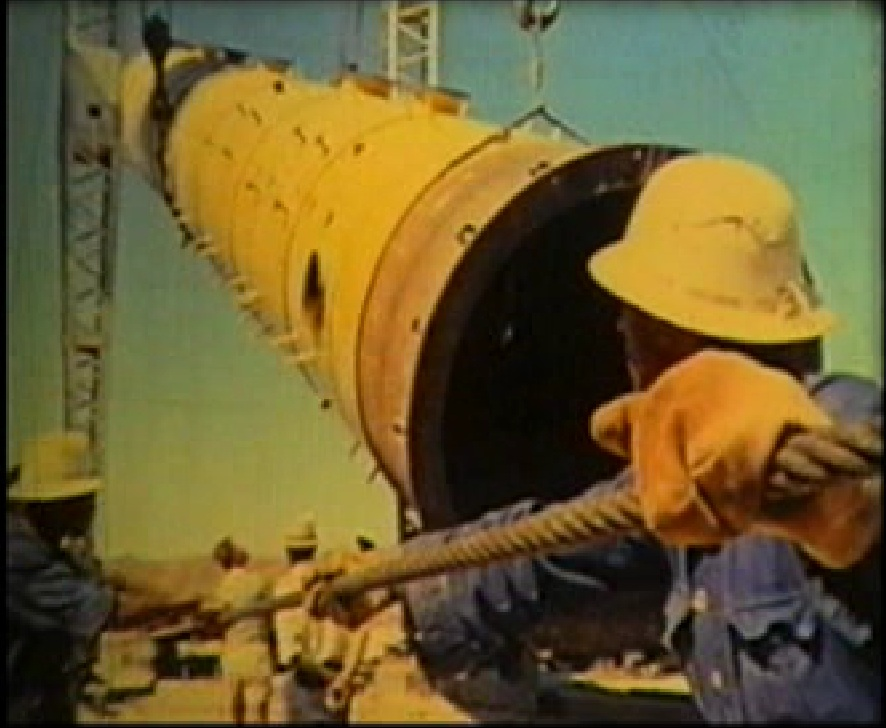
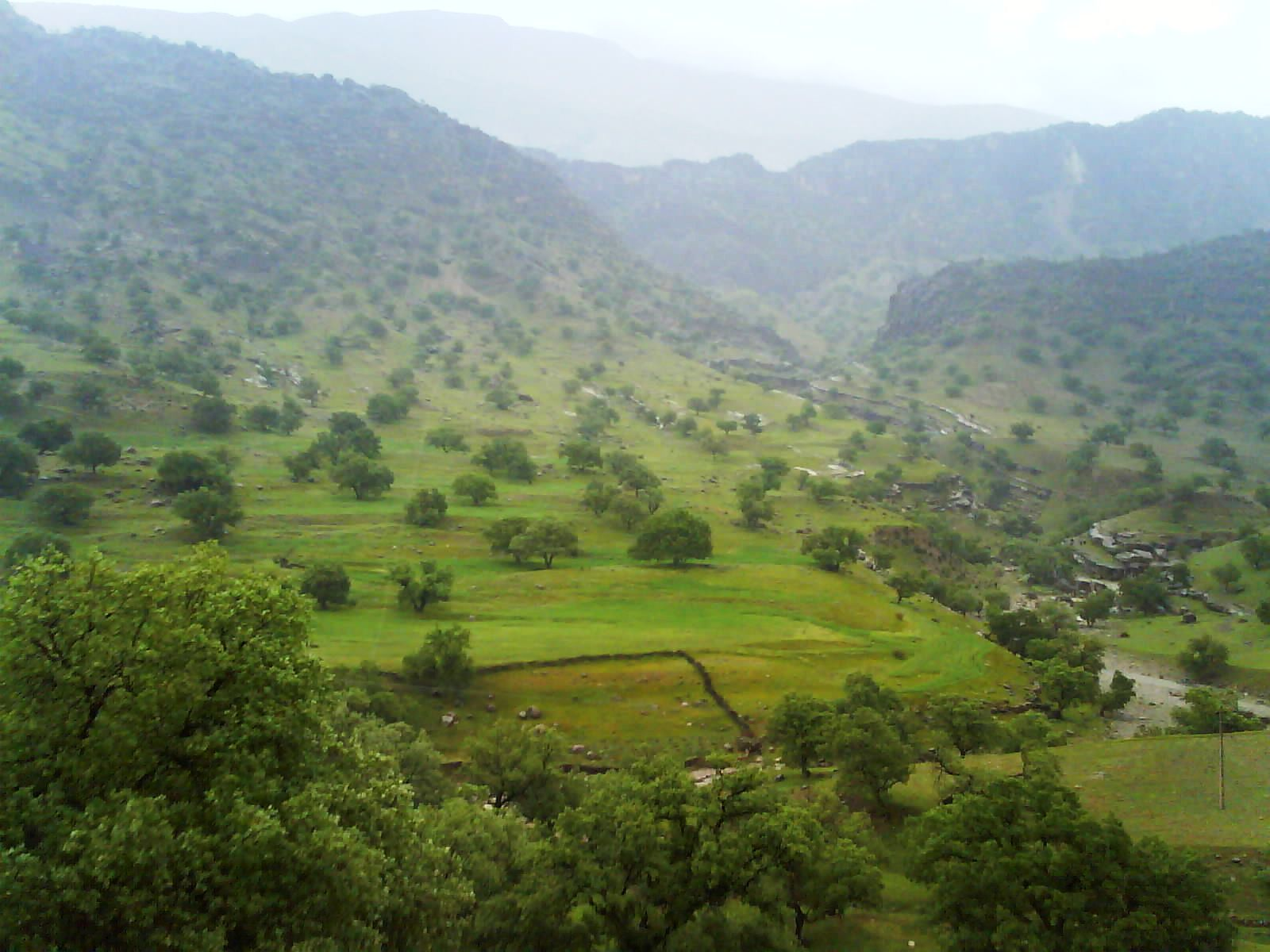
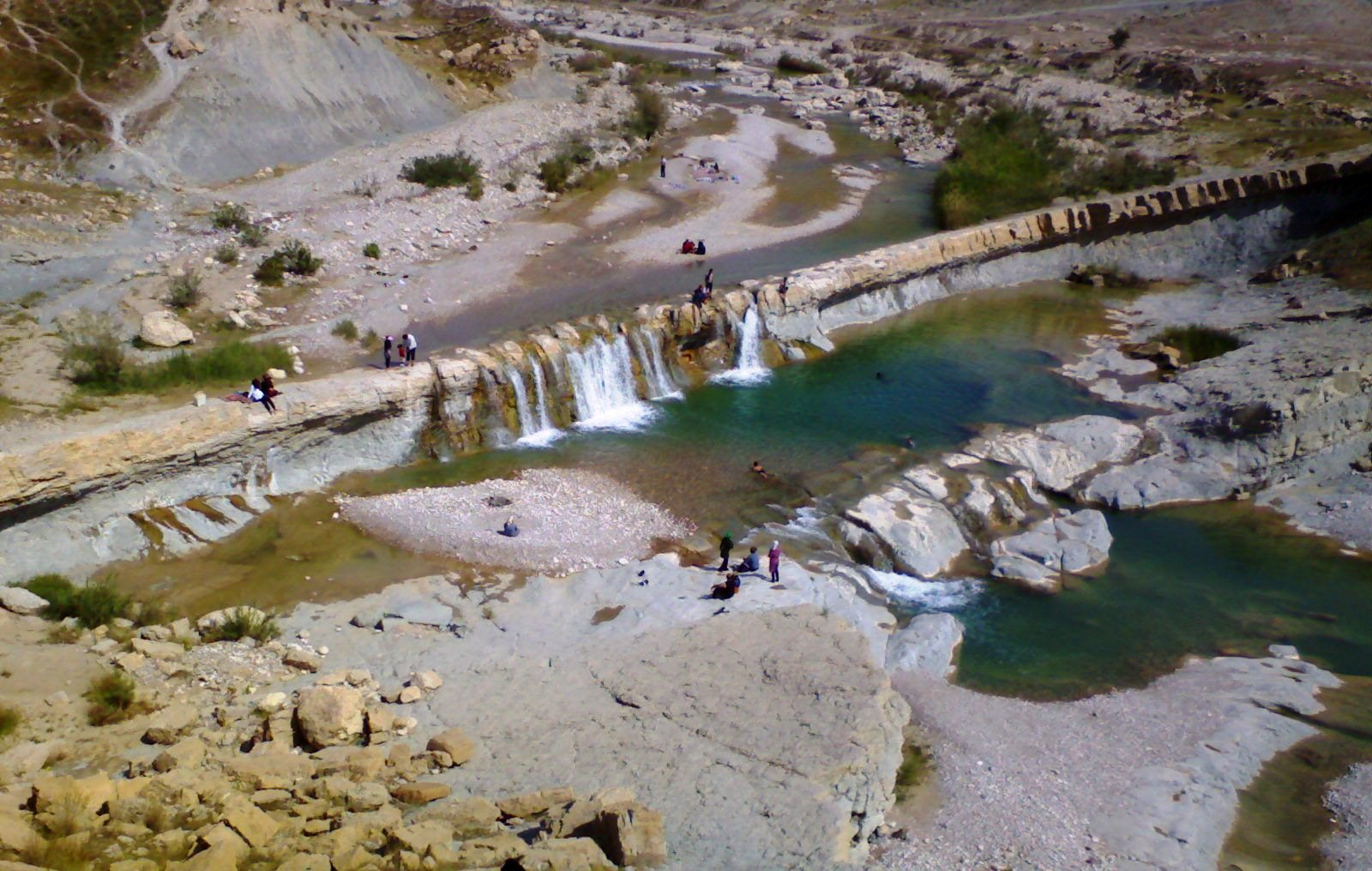
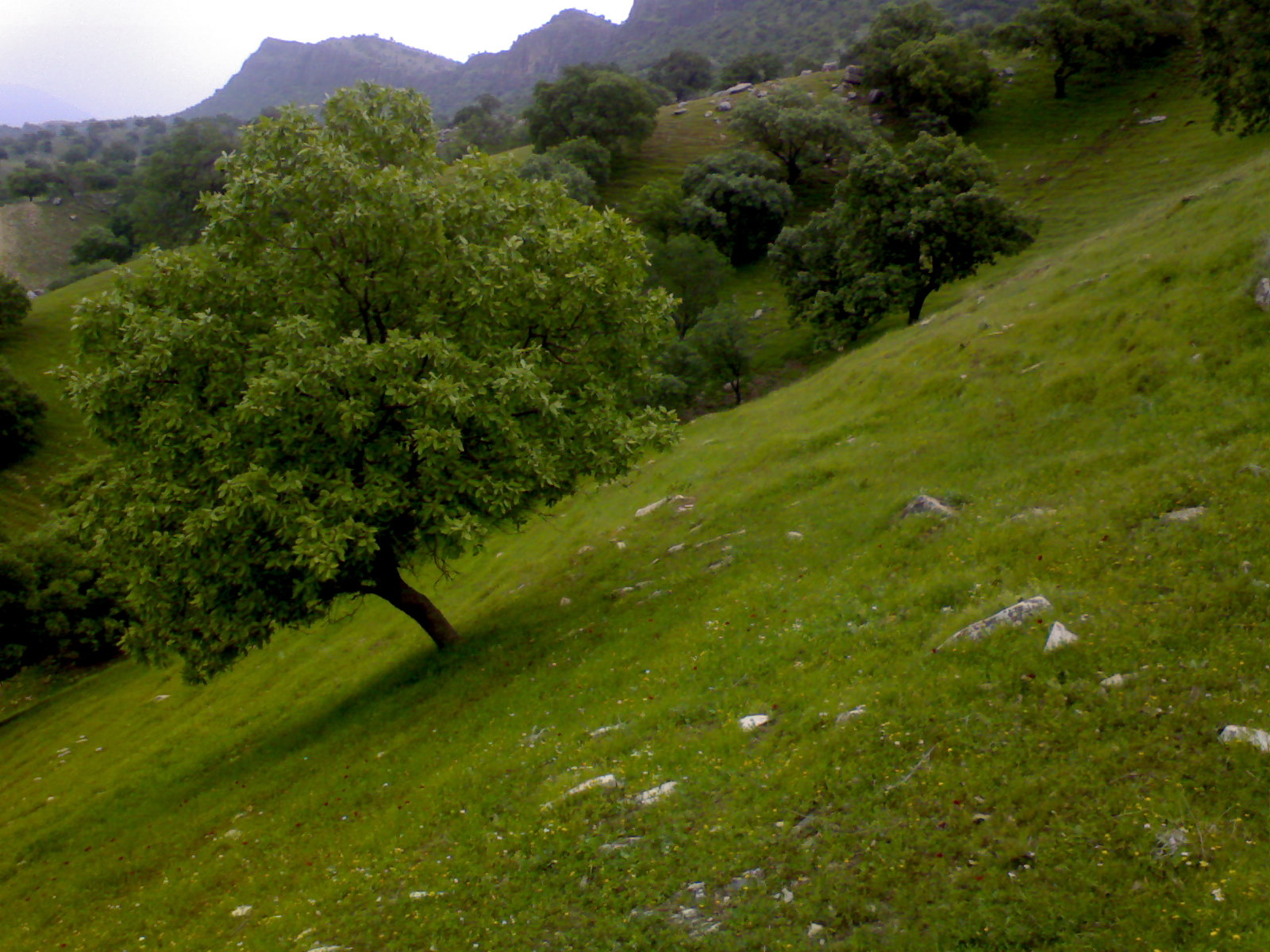